# Богоматерь Лурдская
Богоматерь Лурдская (фр. Notre-Dame de Lourdes) — один из титулов Богоматери, связанный с Явлением Девы Марии в городе Лурд, Франция, которое Католическая церковь признает подлинным. Почитание событий, интерпретируемых как чудесное явление Богоматери в городе Лурд, широко распространено в католической церкви, а сам город является сегодня одним из главных центров католического паломничества.

## История
Город Лурд расположен на юге Франции, на северных отрогах Пиренеев, где население традиционно занимается скотоводством на горных пастбищах. Явления Девы Марии пастухам и подросткам происходили в этом регионе и ранее, их почитание носило местный характер.
11 февраля 1858 году Богоматерь явилась в гроте Масабьель над родником 14-летней крестьянской девочке Бернадетте Субиру, дочери мельника. Девочка вместе с другими детьми собирала хворост, когда увидела Богоматерь, которая пригласила её помолиться с ней. Дома родители не поверили девочке. Однако позже явления происходили ещё несколько раз. Отношение родственников девочки и местного католического духовенства, сперва скептическое, постепенно изменилось. Все больше людей поддерживали версию о подлинности явления. В ноябре 1858 года католическая церковь образовала «следственную комиссию», по результатам работы которой местный архиепископ признал явления подлинными.
С этого момента начинается официальное почитание Лурдской Богоматери. Скульптору Жозефу-Юго Фабишу была заказана статуя, которую 4 апреля 1864 года поместили в грот в присутствии 20 000 паломников. Со временем количество паломников только возрастало. Лурд посещали все Римские Папы, начиная с Бенедикта XV (понтификат 1914—1922). Над гротом и поблизости от него был выстроен грандиозный религиозный комплекс — Санктуарий в Лурде. Лурдская вода из источника в гроте Масабьель стала считаться целебной, ею стали наполнять купальни, в которых ежегодно совершают омовение более 300 000 паломников. Бернадетта Субиру удалилась в монастырь и после смерти была причислена к лику святых католической церкви.

## Исцеления и Лурдское медицинское бюро
С паломничеством в Лурд и молитвой Лурдской Богоматери с самого начала оказались связаны многочисленные случаи предполагаемого исцеления. Для проверки этих случаев было создано светское Медицинское бюро Лурда. Бюро занимается проверкой случаев чудесного исцеления, с опорой на медицинские данные пациентов до и после паломничества. Бюро интересуют в первую очередь случаи, в которых:
- Оригинальный диагноз был проверен и подтверждён.
- Диагноз должен рассматриваться как «неизлечимый» с использованием существующих средств.
- Излечение произошло в связи с посещением Лурда, как правило, в самом Лурде или в непосредственной близости от святыни.
- Излечение должно быть немедленным (быстрое разрешение симптомов и признаков болезни).
- Излечение должно быть полным (без последующего ухудшения).
- Излечение должно быть постоянным (без повторения).

За время существования бюро 7 000 человек пытались доказать, что обрели чудесное исцеление. Из этих случаев 69 (1 %) были объявлены не имеющими очевидного научного объяснения. Тем не менее существует светская критика выводов бюро, которое, в частности, подозревается скептиками в чрезмерной склонности к сотрудничеству с церковью.

## Праздник Лурдской Богоматери
Поскольку молитвы Лурдской Богоматери считались приносящими исцеление, 11 февраля по инициативе Папы Римского Иоанна Павла Второго был установлен (в 1992 году, отмечается с 1993) также светский праздник — Всемирный день больного, чтобы «… дать почувствовать сотрудникам многочисленных медицинских католических организаций, верующим, всему гражданскому обществу необходимость обеспечения лучшего ухода за больными и немощными, облегчения их страданий».